# Karel Scheinpflug
Karel Tomáš Scheinpflug (28. prosince 1869 Slaný – 5. května 1948 Mariánské Lázně) byl český novinář, kritik a spisovatel.

## Původ a rodinné podnikání
Jeho otec, Karel Scheinpflug starší (1840–1923), byl původně řemeslník-mědikovec a roku 1864 založil ve Slaném mědikoveckou dílnu, která byla v roce 1882 přeměněna na strojní továrnu.
Po ukončeném studiu na gymnáziu nastoupil syn Karel Scheinpflug do otcova rodinného závodu „mědikovského“; v letech 1904–1919 byl společníkem svého otce.

## Rodina

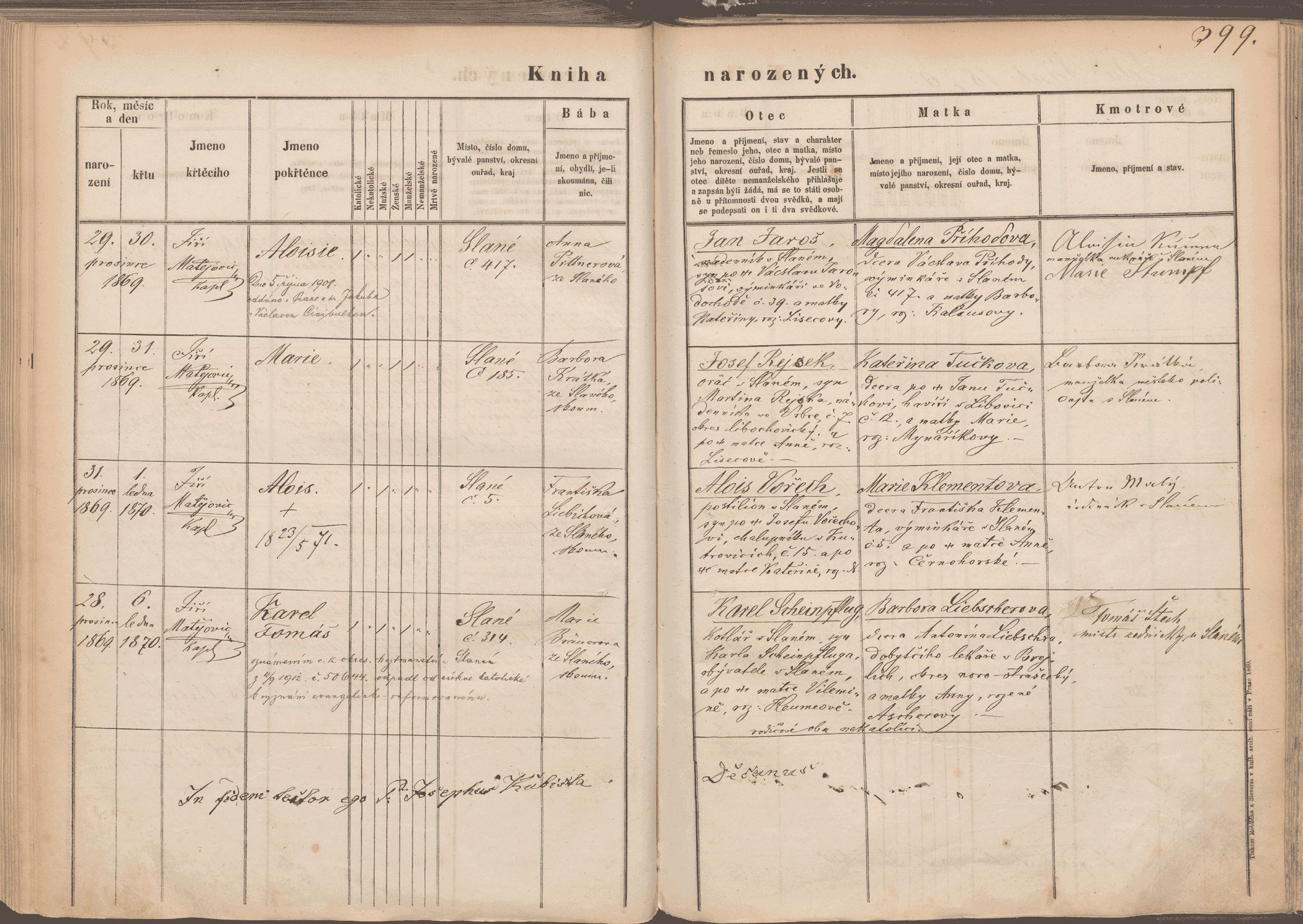
Matriční záznam o narození Karla Scheinpfluga

20. června 1897 se Karel Scheinpflug oženil s Boženou Fričovou z Kladna. Jeho manželka ale v roce 1911 zemřela a on musel sám vychovávat společné děti. Později se znovu oženil s Miladou Krinerovou (1871–1955).
Nejznámější z dětí manželů Scheinpflugových byla herečka a spisovatelka Olga Scheinpflugová (1902–1968), od roku 1935 manželka Karla Čapka. Syn Karel (1899–1987) se stal advokátem a jako JUDr. Karel Scheinpflug byl literárním agentem a pozdějším strážcem autorských práv pro dědice svého švagra Karla Čapka. Dcera Božena (1901–1984) se provdala za spisovatele Edmonda Konráda.

## Novinářská a literární činnost
Po první světové válce a vzniku Československa se Karel Scheinpflug věnoval plně jen žurnalistice, psaní básní, povídek, románů a hlavně literárních recenzí. Uplatnil se jako redaktor v Národních listech a Lidových novinách. Byl činný v Syndikátu českých spisovatelů, ve kterém byl v letech 1921–1927 místopředsedou, 1927–1945 předsedou. Podle vzpomínek A. C. Nora „Život nebyl sen“ se Karel Scheinpflug vzdal funkce předsedy Syndikátu českých spisovatelů již v roce 1939, ale zůstal členem výboru.
Ve svých vzpomínkách podal spisovatel A. C. Nor také svědectví o charakteru Karla Scheinpfluga a jeho působení v Syndikátu spisovatelů. V nich popsal schůzi výboru syndikátu v květnu 1945, na které se skupina komunistických spisovatelů – tehdy nečlenů syndikátu – vedených Janem Drdou a Václavem Řezáčem prohlásila za revoluční výbor a vyloučila některé členy původního výboru:
…Karel Scheinpflug, někdejší syndik, který už nechodil do schůzí pravidelně, jen občas… řekl asi toto: „Pánové Drdo a Řezáči, to, čeho jste se dnes dopustili, zůstane skvrnou na cti českých spisovatelů a bude jim k hanbě, protože to je čirý gestapismus. Považujte i mne za vyloučeného ze Syndikátu, jako se já sám nadále nepovažuji ani za člena Syndikátu, ani za člena výboru, odcházím a víckrát se tu neobjevím.“
A. C. Nor: Život nebyl sen, str. 451

## Literární tvorba
Jeho romány odráží reálný život různých společenských vrstev, rozebírá rodinné a manželské vztahy. V několika pracích použil fantastické a sci-fi motivy.

### Poezie
- I.N.R.I (1898)
- Opuštěný důl (1903)

### Povídky
- Moře (1907)
- Dítě, Smrt a Dobrodiní (1909)
- Perly v octě (1909)
- Trhači protěží (1920) [10]
- Odborníci (1920)
- Strom iluzí a křišťál pravdy (1921)
- Šlépěje (1925) [11]
- Lidské sněhy (1927)
- Mluvící stěna (1931) [12]
- Rozhodné chvíle (1946), dvě z povídek patří mezi sci-fi[13].

### Romány
- Pouta soužití (1918) [14] [15]
- Motýl ve svítilně (1930), zařazováno mezi sci-fi
- Babylonská věž (1931) [16]
- Nevolnictví těla (1933) [17]
- King Fu (1936), motiv sci-fi [18]
- Krysař (1947) [19]

### Divadelní dramata
- Mrak (1919)
- Geysír (1922)
- Druhé mládí (1924), komedie [20]

### Ostatní práce
- Divadlo na venkově (1922), soubor statí
- Italský zájezd (1922), cestopis
- Kapitoly o spiritismu (1923)
- Paříž (1924), cestopis
- Německem, Holandskem a Belgií (1929)